# GK Tjechovskije Medvedi
GK Tjechovskije Medvedi (ryska: Гандбольный клуб Чеховские Медведи, Gandbolnyj klub Tjechovskije Medvedi) är en rysk handbollsklubb från Tjechov, Moskva oblast, bildad 2001. Klubben bildades ur arméidrottsföreningen CSKA Moskvas handbollssektion, bildad 1973.

## Historia
Klubben bildades 2001 genom att CSKA Moskvas handbollssektion blev självständig och flyttades från Moskva till förorten Tjechov. Vladimir Maksimov, rysk handbolls största tränarprofil, blev klubbens förste huvudtränare och är det ännu.

## Meriter
Som CSKA Moskva
- Europacupmästare 1988 (nuvarande Champions League)
- Cupvinnarcupmästare 1987
- Sovjetiska mästare nio gånger: 1973, 1976, 1977, 1978, 1979, 1980, 1982, 1983, 1987
- Ryska mästare fyra gånger: 1994, 1995, 2000, 2001

Som GK Tjechovskije Medvedi
- Ryska mästare 21 gånger: 2002, 2003, 2004, 2005, 2006, 2007, 2008, 2009, 2010, 2011, 2012, 2013, 2014, 2015, 2016, 2017, 2018, 2019, 2020, 2021, 2022
- Cupvinnarcupmästare 2006

## Spelare i urval

### CSKA Moskva
- Talant Dujshebaev (1988–1992)
- Valerij Hassij (1973–1974)
- Vjatjeslav Gorpisjin (–1995)
- Jurij Kidjajev
- Denis Krivosjlykov (1994–2000)
- Serhij Kusjnirjuk (1979–1980/1981)
- Dmitrij Kuzelev (–1998)
- Igor Lavrov (1992–1998)
- Oleksandr Sokil (1986–1989)
- Pavel Sukosjan (1987–1995, 1998–1999)
- Jevgenij Tjernysjov (1971–?)
- Mykola Tomin
- Michail Vasiljev (–1989)
- Aleksej Zjuk
- Ihor Zubjuk

### GK Tjechovskije Medvedi
- Timur Dibirov (2004–2013)
- Sergej Gorbok (2010–2013)
- Eric Gull (2003–2004)
- Konstantin Igropulo (2005–2009)
- Vitalij Ivanov (1998–2012)
- Eduard Koksjarov (2011–2013)
- Dmitrij Kovaljov (2003–2017)
- Aleksej Rastvortsev (2003–2013)
- Daniil Sjisjkarjov (2009–2014, 2021–2022)
- Michail Tjipurin (2000–2013)
- Dmitrij Zjitnikov (2010–2015)

## Tränare
CSKA Moskva
- Jurij Predecha (1971–1977)
- Jurij Solomko (1977–1985)
- Valerij Melnik (1985–1989)
- Anatolij Fedjukin (1989–1995)
- ? (1995–2001)

GK Tjechovskije Medvedi
- Vladimir Maksimov (2001–)